# Lepiner Bruch
Der Lepiner Bruch ist ein See bei Strasburg (Uckermark) im Landkreis Vorpommern-Greifswald in Mecklenburg-Vorpommern.
Das etwa 1,6 Hektar große Gewässer befindet sich im Gemeindegebiet von Strasburg (Uckermark), drei Kilometer nördlich vom Ortszentrum entfernt. Der See verfügt über keinen natürlichen Zu- oder Abfluss. Die maximale Ausdehnung des Lepiner Bruches beträgt etwa 180 mal 130 Meter.